# Glycyphana pseudoaruensis
Glycyphana pseudoaruensis är en skalbaggsart som beskrevs av Miksic 1968. Glycyphana pseudoaruensis ingår i släktet Glycyphana och familjen Cetoniidae. Inga underarter finns listade i Catalogue of Life.